# Саня Ловренчич
Саня Ловренчич (на хърватски: Sanja Lovrenčić) е хърватска преводачка, поетеса и писателка на произведения бестселъри в жанравоте лирика, драма, фентъзи, биография, пътепис и детска литература.

## Биография и творчество
Родена е през 1961 г в Книн, Хърватия. Скоро след това се местят в Загреб. Учи в балетно училище и в класическа гимназия, в която развива склонност към четене на чуждестранни книги в оригинал и любов към превода. На 17 години се записва в музикално училище, като за 4 години усвоява учебното съдържание от началното и средното музикално училище. Едновременно с това следва история на изкуството във Философския факултет на университета в Загреб.
След дипломирането си пътува известно време, омъжва се и след това работи като редактор в Хърватската телевизия.
Първата си книга, стихосбирката „Insula dulcamara“ (Остров Дулкамара), издава самостоятелно през 1987 г.
Участва в конкурс на Хърватското радио и получава първа награда за пиесата „Albatros“, която е изпълнена през 1991 г. Същата година печели награда и за пиеса за деца. Редица нейни радиодраматични текстове са изпълнявани в програмите на Хърватското радио впоследствие.
През 1991 г. избухва Хърватската война за независимост. Отглеждайки двамата си сина, започва да им измисля истории. Това дава началото на книгата ѝ за деца „Esperel, grad malih čuda“ (Есперел – градът на малките чудеса), който е публикуван през 1994 г. Премества се в къща сред природата на Краловец, където пише книгата „Kuća iznad čudovišta“ (Къща над чудовището) издадена през 1996 г. През същата година е публикуван и нейният превод на „Книга за джунглата“ на Ръдиард Киплинг, което поставя началото на дейността ѝ като преводач на класики от световната литература за деца, като „Хайди“, „Пътешествията на Гъливер“, „Малкият принц“, 7 от книгите на „Хрониките на Нарния“ и др.
Прави преводи на литературни текстове от английски, френски и немски. За превода на книгата на Клайв Стейпълс Луис „Брий и неговото момче“ е включена в Почетния списък на IBBY през 2004 г. Преводът ѝ на книгата „Домът на духовете“ от Вирджиния Улф печели наградата „Циклоп“ за 2012 г.
Първият ѝ роман „Kolhida“ (Колхида) е издаден през 2000 г. Романът ѝ „Rijeka sigurno voli poplavu“ (Реката сигурно обича потопа) от 2006 г. получава наградата „Циклоп“.
През 2006 г. е издадена книгата ѝ „U potrazi za Ivanom“ (В търсене на Иван) – биография на Ивана Бърлич-Мажуранич, която пише след изучаване на дневниците ѝ, на непубликувани документи от архивите на семейство Бърлич и разговори с хора, изучавали живота и творчеството ѝ. За книгата е удостоена с наградата „Ксавер Шандор Гялски“.
Сборниците ѝ с разкази „Noina mačka“ (Котката на Ной) и „Puna vreća laži i drugi igrokazi“ (Пълна чанта лъжи и други пиеси) са написани по истории от цял свят – румънски, шведски, немски, руски, японски, еврейски, както и от хърватския фолклор.
Тя е съоснователка на художествената организация „Autorska kuća“ (Авторска къща), където работи като автор, редактор на библиотека „Мала звона“ (където публикува поезия и текстове, свързани с поезията), и е организатор на няколко проекта за популяризиране на книгите и четенето.
Като режисьор на документални филми на свободна практика записва и режисира 6 документални радиодрами. Член  е 3 пъти на международното жури на фестивала „Prix Europa“ в Берлин. Като сътрудник на III програма на Хърватското радио подбира, превежда и подготвя редица текстове в областта на световната литература.
Участва в резиденции на писатели: H.A.L.D. (Hald Hovedgaard, Дания, 2014), OMI International Arts Center (Гент, САЩ, 2015), Villa Yourcenar (Франция, 2016), Chateau de Lavigny (Швейцария, 2017) и Q 21 – MuseumsQuartier (Виена, 2017).
Тя е член на няколко професионални асоциации, както и на Националния комитет за детски книги.
Саня Ловренчич живее със семейството си в Загреб.

## Произведения

### Поезия
- Insula dulcamara (1987)
- Skrletne tkanine (1994)
- Upute šetaču u vrtu sa zborovima (2002)
- U slobodnoj četvrti (2002)
- Rijeka sigurno voli poplavu (2006) – награда „Циклоп“
- Noćno doba (2009)
- Iz ateljea (2015)
- Putanja leta (2018)

### Самостоятелни романи
- Kolhida (2000)
- Dvostruki dnevnik žene sa zmajem (2005)
- Klizalište (2005)
- Martinove strune (2008) – награда SMSK
- Ardura (2012)
- Vješanje kradljivaca ovaca (2015)
- Kabinet za sentimentalnu trivijalnu književnost (2018)

### Серия „Змиите на Никонимор“ (Zmije Nikonimora)
1. Palača i vrt (2008)
2. Put do mora (2010)
3. Zlatna vrata (2013)

### Сборници
- Wien fantastic (1998)
- Portret kuće (2002)
- Zlatna riba i istočni Ariel (2010)
- Noina mačka (2010) – награда „Григор Витез“
- Puna vreća laži i drugi igrokazi (2011)

### Радиопиеси
- Albatros (1990)
- Arielov otok (1993)
- Mlinovi (1993)
- Pisma drugom čuvaru (1995)
- Barka bez vesla i bez jedra (1996) – награда ASSITEJ за драматичен текст за млади хора
- Krivotvoritelji (1997)
- Devet oktava (1998)
- Žena sa zmajem (2002)

### Детско-юношеска литература
- Esperel, grad malih čuda (1994, 2006) – разкази
- Kuća iznad čudovišta (1996)
- Četiri strašna Fufoždera i jedan mali Fufić (2001) – награда „Григор Витез“
- Savršen otok (2002)
- Godina bez zeca (2004)
- Bajka o Sigismundi i Krpimiru (2004)
- Sunčev sjaj (2005)
- Priče o godišnjim dobima (2007)

### Книги с картинки
- Bajka o Sigismundi i Krpimiru (2004)
- Crtež ispod bora (2004)
- Vendolin iz krojačke ulice (2004)
- Mjesečeva splav (2004)
- Proždrlica, Mačak i lisica, Ptičar i crna vrana, Pjetlićeva družina, Zec, medvjed, čovjek i lisica (2006) – етноприказки
- Mjesec u prosincu (2008)

### Документалистика
- U potrazi za Ivanom (2006) – биография на Ивана Бърлич-Мажуранич, награда „Ксавер Шандор Гялски“
- Bečke priče (2007)
- Zagrebačko djetinjstvo šezdesetih (2017) – автобиография
- Zapisi o kući, zapisi iz odsutnosti (2020) – автобиография

### Преводи
избрано
- „Книга за джунглата“ от Ръдиард Киплинг
- „Есенни котки“ от Мирям Преслер
- „Хайди“ от Йохана Спири
- „Пътешествията на Гъливър“ от Джонатан Суифт
- „Конференцията на животните“ от Ерих Кестнер
- „Хрониките на Нарния“ от Клайв Стейпълс Луис
- „Лейди Сюзън“ от Джейн Остин
- „Дневникът на Грасмър“ от Дороти Уордсуърт
- „Животът на трубадура“ – средновековни текстове
- „Домът на духовете“ от Вирджиния Улф
- „Морски труженици“ от Виктор Юго
- „Замъкът на сърцата“ от Гюстав Флобер
- „Леонс и Лена“ от Георг Бюхнер

### Екранизации
- 2020 Glumci iz karantene – тв сериал, 1 епизод, текст